# Jacquetta Hawkes
Jacquetta Hawkes (Cambridge, 5 de agosto de 1910 – Cheltenham, 18 de março de 1996) foi uma arqueóloga e escritora inglesa. Ela foi a primeira mulher a estudar arqueologia e antropologia na Universidade de Cambridge. Especialista em arqueologia pré-histórica, ela escavou restos neandertais no sítio paleolítico do Monte Carmelo com Yusra e Dorothy Garrod. Ela foi representante do Reino Unido na UNESCO e foi curadora do pavilhão "People of Britain" no Festival da Grã-Bretanha.
Amplamente reconhecida por seu livro A Land (1951), ela escreveu amplamente sobre arqueologia, unificando um estilo literário de escrita com um profundo conhecimento da paisagem e das vidas humanas passadas, além de usar o cinema e o rádio para permitir que a arqueologia alcançasse novos públicos. Em 1953, casou-se com J. B. Priestley, com quem escreveu várias obras. Ela foi co-fundadora da Campanha pelo Desarmamento Nuclear e uma ativista ativa na Sociedade de Reforma da Lei Homossexual. Em 1967, ela publicou Dawn of the Gods, uma interpretação "feminina" da civilização minóica. Em 1971, o Conselho de Arqueologia Britânica recompensou sua defesa da disciplina com o papel de vice-presidente.

## Infância e educação

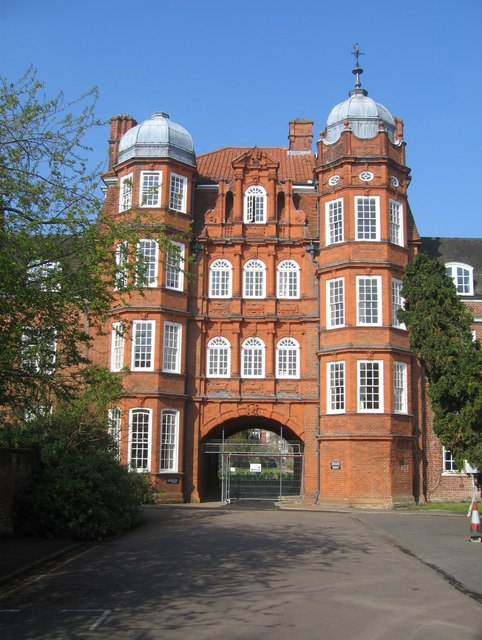
Newham College, faculdade onde Hawkes se formou com honraria

Jessie Jacquetta Hopkins nasceu em 5 de agosto de 1910 em Cambridge. Ela era a filha mais nova de Frederick Gowland Hopkins (1861–1947), bioquímico e vencedor do Prêmio Nobel, e de Jessie Ann (1869–1956), filha de Edward William Stevens, montador de navios, de Ramsgate. Ela tinha um irmão e uma irmã. Seu pai era primo do poeta Gerard Manley Hopkins. Seus pais se conheceram no Guy's Hospital, onde ambos trabalhavam. Interessada em arqueologia desde a infância, ela fez suas primeiras investigações aos nove anos quando descobriu que sua casa ficava no local de um cemitério medieval, saindo de casa à noite para cavar no jardim.
Entre os anos de 1921 a 1928, frequentou a Fundação Stephen Perse, passando em 1929 a estudar o novo grau de arqueologia e antropologia na Universidade de Cambridge, onde foi a primeira mulher a fazê-lo. Em seu segundo ano na universidade, ela participou da escavação de um sítio romano perto de Colchester, e lá conheceu seu futuro primeiro marido, o arqueólogo Christopher Hawkes (1905–1992). Ela se formou com honras de primeira classe na faculdade Newnham.

## Início da carreira
Após sua formatura, em 1932, ela viajou para a Palestina e ingressou na Escola Britânica de Arqueologia em Jerusalém, para escavar no Monte Carmelo, ao lado de Yusra e Dorothy Garrod. Lá, ela supervisionou a escavação de um esqueleto neandertal. Em seu retorno da Palestina, ela se casou com Christopher Hawkes em 7 de outubro de 1933 no Trinity College, Cambridge, quando ela tinha 22 anos.
Em 1934, publicou seu primeiro artigo "Aspectos dos períodos Neolítico e Calcolítico na Europa Ocidental" na revista acadêmica Antiquity. No mesmo ano, ela visitou o "museu" de fósseis e geologia de David Attenborough, quando ele tinha sete anos de idade, doando espécimes para ele. Em 1935, ela liderou um programa de rádio da BBC "Ancient Britain Out of Doors", apresentando ideias-chave sobre arqueologia e discutindo-as com os colegas Stuart Piggott e Nowell Myres. Em 1937, nasceu seu único filho, Nicholas.
Em 1938, o primeiro livro de Hawkes, The Archaeology of Jersey, foi publicado – tornou-se o segundo trabalho de uma série sobre a arqueologia das Ilhas do Canal que havia sido iniciada por Tom Kendrick. Como resultado do sucesso acadêmico da monografia, ela foi eleita Membro da Sociedade de Antiquários. Em 1939, ela viajou para a Irlanda para supervisionar a escavação de Harristown Passage Tomb, perto de Waterford. A escavação foi financiada pelo Office of Public Works.

## Segunda Guerra Mundial

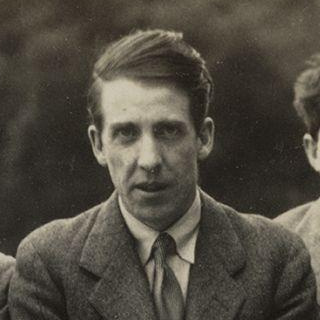
Walter J. Turner, retrato com autoria de Lady Ottoline Morrell

Hawkes e seu filho se mudaram para Dorset no início da guerra, quando a Grã-Bretanha enfrentava a ameaça de invasão. Em seu livro de memórias A Quest of Love, Hawkes descreveu como, enquanto em Dorset, seu "violento envolvimento emocional com uma mulher" foi "uma repentina condenação de sentimentos de uma intensidade que eu não sabia que possuía". Sua biógrafa, Christine Finn, caracterizou este caso como deixando Hawkes "emocionalmente confuso". O escritor Robert Macfarlane descreveu Hawkes como "bissexual durante grande parte da década de 1930".
Durante a segunda metade da Blitz, Hawkes retornou a Londres e começou a trabalhar no serviço civil. Para começar, ela estava envolvida com a mudança de itens do Museu Britânico para a estação de metrô Aldwych por segurança. Ela começou a trabalhar em 1941 como Diretora Adjunta do Secretariado de Reconstrução Pós-Guerra. Seu próximo cargo, iniciado em 1943 e que ocupou até 1949, foi no Ministério da Educação, onde se tornou secretária do Comitê Nacional do Reino Unido para a UNESCO. Em seu trabalho no Ministério da Educação, ela foi editora-chefe da unidade de cinema, onde encomendou e produziu The Beginning of History – uma tentativa inicial de apresentar a pré-história em filme.
Enquanto trabalhava para o governo, ela continuou a publicar, incluindo Prehistoric Britain (1944, em co-autoria com seu então marido, Christopher Hawkes), e Early Britain (1945). Prehistoric Britain foi usada por muitos estudantes nas décadas de 1940 e 1950 e passou por várias edições e reimpressões.
Durante a guerra conheceu o poeta Walter J. Turner, com quem teve um caso extraconjugal. Turner morreu de hemorragia intracerebral em 1946 e Hawkes ficou aflita. Inspirada pela escrita de Turner e seu amor, ela publicou sua única coleção de poesias Symbols and Speculations em 1948. Recordou, através da poesia, experiências místicas e físicas em sua carreira arqueológica.
Durante seu tempo como Secretária, uma tarefa importante foram os preparativos para a primeira conferência da UNESCO, realizada na Cidade do México em 1947. Um dos representantes do Reino Unido era seu futuro marido, J. B. Priestley, embora Hawkes inicialmente se opusesse à sua inclusão. No entanto, na conferência, Hawkes e Priestley se apaixonaram. Priestley descreveu o comportamento de Hawkes como "Gelo por fora! Fogo por dentro!"

## Festival da Grã-Bretanha

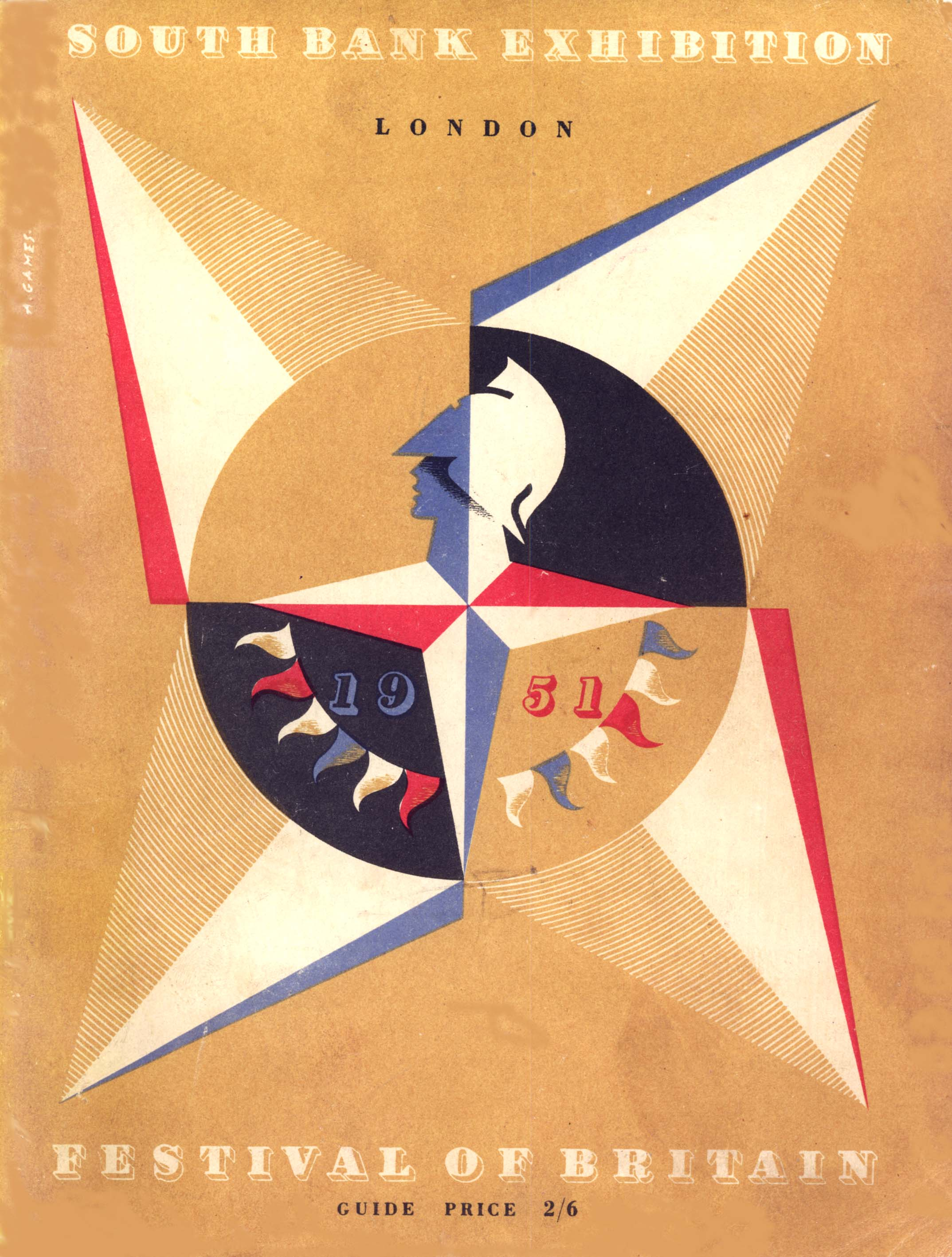
Cartaz do Festival da Grã-Bretanha

Em 1949, Hawkes deixou o serviço público, a fim de trabalhar em tempo integral como escritora. Ela estava interessada em comunicar arqueologia e arte de novas maneiras para novos públicos, inclusive por meio da escrita criativa e do filme. Em 1950, o British Film Institute a nomeou governadora. Escrever com empatia, no que se convencionou chamar de "imaginação arqueológica", era central em sua prática. Um de seus primeiros projetos criativos foi como conselheira arqueológica do Festival da Grã-Bretanha em 1951, onde produziu o pavilhão People of Britain. O arquiteto do pavilhão foi H. T. Cadbury-Brown e foi projetado por James Gardner. A visão do pavilhão criada por Hawkes mostrava sítios arqueológicos como se estivessem sendo descobertos pela primeira vez, procedendo cronologicamente de um enterro pré-histórico, a um colar de ouro da Idade do Bronze, a um piso de mosaico romano. Após a seção romana, os visitantes conheceram uma recriação do enterro do navio Sutton Hoo.

## A Land(1951)
Publicado um mês após a abertura do Festival da Grã-Bretanha, e talvez o trabalho mais amplamente reconhecido de Hawkes, A Land (1951) caracterizou a arqueologia da Grã-Bretanha e, portanto, a história da britishness, como uma das repetidas ondas de migração. O livro foi ilustrado por Henry Moore. Revisado em sua publicação no The Journal of Geology como "expressão literária ...ao invés de descrição científica", mesmo Hawkes estava ciente de que era um livro difícil de classificar. No entanto, uma resenha de Harold Nicolson ajudou a aumentar sua popularidade, onde ele descreveu "a beleza estranha neste livro profético ...está escrito com uma paixão de amor e ódio". Descrito pelo geógrafo Hayden Lorimer em 2012, como "uma história geológica não convencional", foi um best-seller no Reino Unido e foi descrito no mesmo ano, por Robert Macfarlane, como "um dos livros de não-ficção britânicos que definem o a década pós-guerra".
Em 1952, Hawkes foi premiada com uma Ordem do Império Britânico.

## Casamento com JB Priestley
Jacquetta e Christopher Hawkes se divorciaram em 1953; ela se casou com Priestley no mesmo ano. Eles viveram na Ilha de Wight, antes de se mudarem para Alveston, Warwickshire, em 1960. Além de seu casamento, eles colaboraram em várias obras literárias experimentais, incluindo a peça Dragon's Mouth, e um trabalho epistolar intitulado Journey Down a Rainbow, baseado em letras imaginadas. As cartas de Priestley na obra foram definidas em uma "nova e impetuosa América no Texas", enquanto as de Hawkes foram escritas a partir das perspectivas das sociedades indígenas no Novo México.

## Pesquisa na década de 1950
O roteiro do filme Figures in a Landscape de 1953, um documentário sobre o trabalho de Barbara Hepworth, foi escrito por Hawkes. Em 1956, ela começou as escavações em Mottistone Manor, cujas terras eram adjacentes a ela e a casa de Priestley em Brook Hill House. O assunto da investigação de Hawkes foi em Longstone; sua pesquisa, que foi publicada na revista acadêmica Antiquity, demonstrou que eram os restos da entrada de um túmulo neolítico.

## Ativismo

### Campanha pelo Desarmamento Nuclear
Politicamente engajada, no final de 1957 e início de 1958 ela e Priestley fizeram parte de um grupo de cofundadores da Campanha pelo Desarmamento Nuclear (abreviatura em inglês: CND). A CND foi lançada oficialmente no Central Hall, Westminster, em 17 de fevereiro de 1958. Suas origens institucionais foram descritas como um "grupo de pressão de elite", estabelecido como um "encontro" entre pares, como Bertrand Russell, George Kennan, Denis Healey e outras figuras públicas, que todos se conheciam. Hawkes organizou uma reunião influente no início do Sandown Pavilion, que promoveu a CND na Ilha de Wight. Membro do Comitê Executivo, Hawkes foi ativa na primeira Marcha pela Paz de Aldermaston realizada de 4 a 7 de abril de 1958. Em 1959, ela liderou uma marcha de mais de 15 000 pessoas para Downing Street, onde apresentou uma carta "Ban the Bomb". Apesar disso, Hawkes caracterizou o trabalho da CND como uma "cruzada moral" e não política. Ela também fundou o Comitê Feminino da CND.

### Reforma na Lei da Sociedade Homossexual
Hawkes foi ativa na campanha pela descriminalização da homossexualidade por meio da Reforma na Lei da Sociedade Homossexual (abreviação do inglês: HLRS), da qual ela foi membro fundadora. Seu estabelecimento foi anunciado por uma carta no The Times. As reuniões do comitê foram realizadas no apartamento dela e de Priestley – B4 Albany – o que levou ao seu uso como o nome do Albany Trust. O fundo foi fundado em 1958 para apoiar o trabalho de caridade do HLRS e Hawkes era um administrador junto com Anthony Edward Dyson, Kenneth Walker, Andrew Hallidie Smith e Ambrose Appelbe. O grupo, todos "ostensivamente heterossexuais" de acordo com David Minto, pretendia desafiar as atitudes da sociedade em relação à homossexualidade por meio da "objetividade".

### Campanha para a Preservação da Inglaterra Rural
Depois que Hawkes e Priestley se mudaram para Alveston, Warwickshire, no início dos anos 1960, ela se tornou presidente da filial de Warwickshire da Campanha para a Preservação da Inglaterra Rural e administradora do Shakespeare Birthplace Trust.

## Trabalho arqueológico na década de 1960
Sua pesquisa arqueológica continuou, co-editando com Leonard Woolley o livro da UNESCO sobre pré-história intitulado History of Mankind, que foi publicado em 1963. Hawkes foi a responsável por redigir as seções sobre o paleolítico e o neolítico, enquanto a abordagem de Woolley renunciou ao global e ele escreveu sobre a Idade do Bronze na área então denominada "a crescente fértil". Revisado pelo arqueólogo holandês Sigfried J. De Laet, o estilo de escrita de Hawkes foi elogiado, assim como sua ênfase em uma pré-história "globalizada"; no entanto, algumas das informações factuais que ela incluiu foram acusadas de estarem desatualizadas.
Em 1968, ela publicou Dawn of the Gods, que examinou a civilização minóica, e argumentou que era uma sociedade "feminina". Hawkes foi uma das arqueólogas que primeiro propuseram que as mulheres eram as governantes dos antigos minoanos; a ideia já havia sido discutida anteriormente por historiadores da cultura e religião, como Joseph Campbell, e também havia sido discutida como parte do discurso feminista. Ela usou evidências da arte para argumentar que a sociedade era matriarcal: "a ausência dessas manifestações do todo-poderoso governante masculino que são tão difundidas neste momento e neste estágio de desenvolvimento cultural a ponto de serem quase universais, é um dos razões para supor que os ocupantes dos tronos minóicos podem ter sido rainhas". Revisado por Frank Stubbings, ele elogiou o livro, descrevendo como "o escritor lembra sempre que estes eram seres humanos reais"; no entanto, ele também fez várias ressalvas – algumas em questões de namoro, mas principalmente por conta da linguagem poética usada por Hawkes. A arqueóloga Nicoletta Momigliano colocou Dawn of the Gods de Hawkes como parte de um cânone das "interpretações pacifistas e hippies" dos anos 1960 que foram influenciadas pela psicologia junguiana.
Também em 1968, Hawkes publicou um artigo na Antiguidade intitulado "The Proper Study of Mankind". Nele, ela argumentou contra uma ênfase excessiva na ciência no discurso arqueológico. O artigo foi amplamente debatido, com o arqueólogo D. P. Agrawal sugerindo em 1970 que seu artigo era sobre os "protestos de uma geração que passava" e que contribuía para a polemização do campo. Em 1973, James K. Feibleman desafiou sua interpretação da ciência arqueológica como reducionista.

## Vida pós-auge da carreira
Em 1971, Hawkes foi eleita vice-presidente do Conselho de Arqueologia Britânica em reconhecimento ao trabalho de sua vida. Em 1980, ela publicou A Quest of Love, um livro de memórias criativo de sua vida romântica e sexual, onde ela se imaginava como mulheres diferentes ao longo do tempo, de um xamã paleolítico chamado Jakka a uma governanta vitoriana. Foi descrito pela crítica Katha Pollitt, do jornal norte-americano The New York Times, como "antifeminista", um "documento desconexo sem humor" e uma "fantasia masoquista do inconsciente". John Sutherland, do periódico britânico London Review of Books, elogia a "franqueza" da seção final, que discutiu seus casamentos, mas foi negativa em geral. No entanto, em uma reavaliação da obra em 2018, a teórica literária Ina Haberman a descreveu como uma "autobiografia visionária" e um "exercício negligenciado de écriture feminine".
Em 1982, ela publicou uma biografia de Mortimer Wheeler. Revisada por FH Thompson na revista acadêmica Antiquity, a biografia foi criticada por sua ênfase excessiva e crítica à vida sexual de Wheeler.
Priestley morreu em 1982. Após sua morte, Hawkes mudou-se para Chipping Camden e continuou seus interesses em arqueologia e ciência, particularmente ornitologia. Sua última publicação, The Shell Guide to British Archaeology, foi co-escrita com o arqueólogo Paul Bahn e publicada em 1986. Notável por sua aparência marcante, ela foi tema do trabalho de vários fotógrafos ao longo de sua vida, incluindo Lord Snowdon, Bern Schwartz, Mark Gerson, JS Lewinski e Tara Heinemann.

## Morte e legado

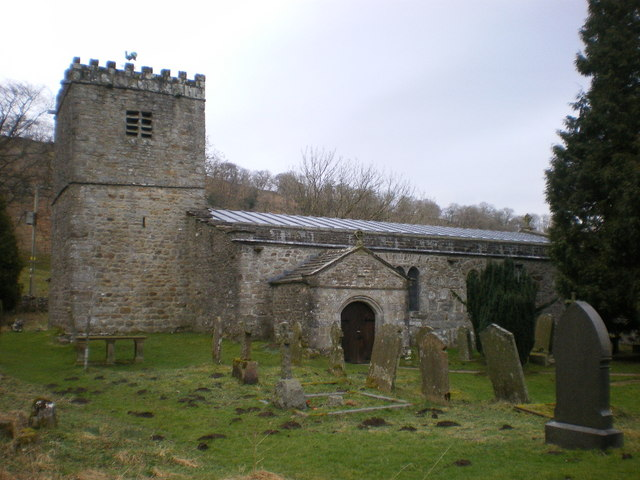
All Angels Church, Hubberholme

Hawkes morreu em Cheltenham em 18 de março de 1996. Cremada, suas cinzas são enterradas com Priestley em um local desconhecido no cemitério de Hubberholme. No entanto, a sua presença é comemorada com uma placa na igreja.
Embora os pontos de vista e a escrita de Hawkes possam ter sido muito "poéticos" para o estabelecimento arqueológico, particularmente no contexto da popularidade da arqueologia processual em meados do século XX, no século XXI, sua escrita encontrou novos públicos, com uma reedição de A Land em 2012 com um novo prefácio do escritor e acadêmico Robert Macfarlane. A abordagem artística, poética e humanitária de Hawkes à arqueologia foi denominada "arqueologia criativa" pela biógrafa Christine Finn.

### Arquivo
Coleções Especiais da Universidade de Bradford mantém seu arquivo, que contém diários, cartas, fotografias, cadernos, rascunhos, trabalhos inéditos, relatórios escolares e diários da natureza.

### Exposições
Exposições inspiradas na vida e obras de Hawkes incluem:
- Christine Finn: Back to a Land (2012), uma exposição no Yorkshire Sculpture Park pela biógrafa e artista Christine Finn.[56]
- Pots Before Words (2014), uma exposição de trabalhos da artista Kate Morrell na Universidade de Bradford, explorou o arquivo de Hawkes. Morrell apresentou trabalhos desta exposição para o Trinity Buoy Wharf Drawing Prize.[57]
- The Sun Went in, the Fire Went Out (2016), uma exposição dos artistas Annabel Nicolson, Carlyle Reedy e Marie Yates no Chelsea College of Arts.[58]
- Isle of Wight: Hidden Heroes (2018), uma exposição no Castelo de Carisbrooke destacando pessoas importantes na história da Ilha de Wight.[59]

## Obras publicadas

### Livros
- Hawkes, Jaqueta. Symbols & Speculations (em inglês). Cresset Press, 1948.[13]
- Hawkes, Jaqueta. A Land (em inglês). Cresset Press, 1951.[60]
- Hawkes, Jacquetta e Sir Leonard Woolley. History of mankind (em inglês). Vol. 1. Comissão Internacional para a História do Desenvolvimento Científico e Cultural da Humanidade, 1963.[61]
- Hawkes, Jaqueta. Alvorada dos Deuses (em inglês). Chatto & Windus, 1968.[62]
- Hawkes, Jaqueta. Mortimer Wheeler: Aventureiro em Arqueologia (em inglês). Imprensa de São Martinho, 1982.[63]

### Artigos acadêmicos
- Hawkes, Jacquetta (1935). "The Place Origin of Windmill Hill Culture". Proceedings of the Prehistoric Society (em inglês). 1: 127–9.[64]
- Hawkes, Jacquetta (1938). "The Significance of Channelled Ware in Neolithic Western Europe". The Archaeological Journal (em inglês). 95 (1): 126–173.[65]
- Hawkes, Jacquetta (1941). "Excavation of a Megalithic Tomb at Harristown, Co. Waterford". Journal of the Royal Society of Antiquaries of Ireland (em inglês). 11 (4): 130–47.[66]
- Hawkes, Jacquetta (1951). "A Quarter Century of Antiquity". Antiquity (em inglês). 25 (100): 171–3.[67]
- Hawkes, Jacquetta (1968). "The Proper Study of Mankind". Antiquity (em inglês). 62: 252–66.[68]